# 瑞貝卡·錢伯斯
蕾貝卡·錢柏斯是電子遊戲《惡靈古堡系列》的一個虛構角色，初登場於1996年系列首作《惡靈古堡》的劇情過場角色，而在《惡靈古堡0》中首次作為主角登場。

## 人物
拉昆市警局特殊部隊S.T.A.R.S. B隊（Bravo Team）的醫療成員，也是最年輕的成員，擁有豐富的醫學知識，18歲從大學畢業後就加入了S.T.A.R.S.，擔任B隊（Bravo Team）的醫護人員。

## 經歷
在《生化危機0》裡，浣熊市的郊外的阿克雷山區森林發生大量離奇的殺人事件，而受害者的身體上有曾經被生物咀嚼過的傷痕而且大部份還支離破碎，故浣熊市警局派出了S.T.A.R.S.的B隊（Bravo Team）前往山區調查。
然而，直升機在途中突然故障，因此被迫降落，降落時發現了一輛囚車，而負責押送的人員早已死亡，得知車上的死刑犯是殺了23個人而被判死刑的前海軍陸戰隊少尉比利·科恩（Billy Coen），隊長下令展開搜尋，蕾貝卡和隊員分開搜索，發現了一輛停在軌道上的「黃道特快車」（Ecliptic Express），她在危機時遇到了比利。比利救了他之後兩人合作逃出了火車和研究所，在研究所裡打敗了原本已經死了，卻因為T病毒復活的馬卡斯博士（James Marcus），更打敗了女王水蛭，後來兩人在洋館前道別。由於了解了比利只是代罪羔羊，蕾貝卡收了比利的军人身份确认牌以替其偽造死訊，比利從此下落不明。
蕾貝卡在《生化危機》中協助克里斯，最終於克里斯一同逃離洋館，為S.T.A.R.S.的B隊（Bravo Team）中的唯一生還者。而其後蕾貝卡在洋館事件後，寫了一份關於比利·科恩的報告書，謊稱他已經被殭屍殺害並替其結案。
之後蕾貝卡再次登場於2017年上映的CG動畫電影《惡靈古堡：血仇》（BIOHAZARD VENDETTA）。在該劇中蕾貝卡是一名大學教授兼B.S.A.A.的顧問，她研發了A病毒（A-Virus）的疫苗並和里昂、克里斯一起解決由格連·阿里亞斯發起的生化恐怖攻擊。過程中蕾貝卡被格連以和他死去的妻子長的一樣為由而綁架她，且又被格連注入A病毒，最後在病毒完全發作前被克里斯施打疫苗而救下。

## 评价
瑞貝卡·錢伯斯性格得到了普遍的好评，英国PlayStation官方杂志称，“她在《生化危机0》中作为女主角，成为粉丝们的最爱”。GameDaily将其评入“每周美女”栏目中并称其为“真正的美国英雄”。她被《PC Games Hardware》评为2008年游戏中最重要的112位女性之一。她在2014年《GameHall》的“Portal PlayGame ”最漂亮的游戏女孩评比中排名93名。

## 外部連結
- Rebecca Chambers （页面存档备份，存于） at the Internet Movie Database